# Yoshiki Selection II
A Yoshiki Selection II Yoshiki japán rockzenész második klasszikus zenei válogatáslemeze, mely 1996. november 4-én jelent meg. 17. helyezést ért el az Oricon slágerlistáján.

## Számlista
| #  | Cím                         | Zene         | Előadó                                              | Hossz |
| -- | --------------------------- | ------------ | --------------------------------------------------- | ----- |
| 1. | Op.48. Vonósszerenád        | Csajkovszkij | Herbert von Karajan / Berlini Filharmonikus Zenekar | 8:48  |
| 2. | Vocalise, op.34 no.14       | Rachmaninov  | Lorin Maazel / Berlini Filharmonikus Zenekar        | 5:33  |
| 3. | Choral No.3 in A minor      | Franck       | Peter Hurford                                       | 12:51 |
| 4. | 5. szimfónia, cisz-moll     | Mahler       | Giuseppe Sinopoli / Philharmonia Zenekar            | 10:29 |
| 5. | Csellószvit Nr. 1 – G-dúr   | Bach         | Pierre Fournier                                     | 2:53  |
| 6. | „Lírai szvit”               | Berg         | Herbert von Karajan / Berlini Filharmonikus Zenekar | 7:11  |
| 7. | II. zongoraverseny (c-moll) | Rachmaninov  | Sviatoslav Richter / Stanislaw Wislocki             | 11:59 |
| 8. | Air a D-dúr szvitből        | Bach         | Herbert von Karajan / Berlini Filharmonikus Zenekar | 6:39  |
| 9. | Amethyst                    | Yoshiki      | George Martin / Londoni Filharmonikus Zenekar       | 6:17  |